# Matthew O’Neill

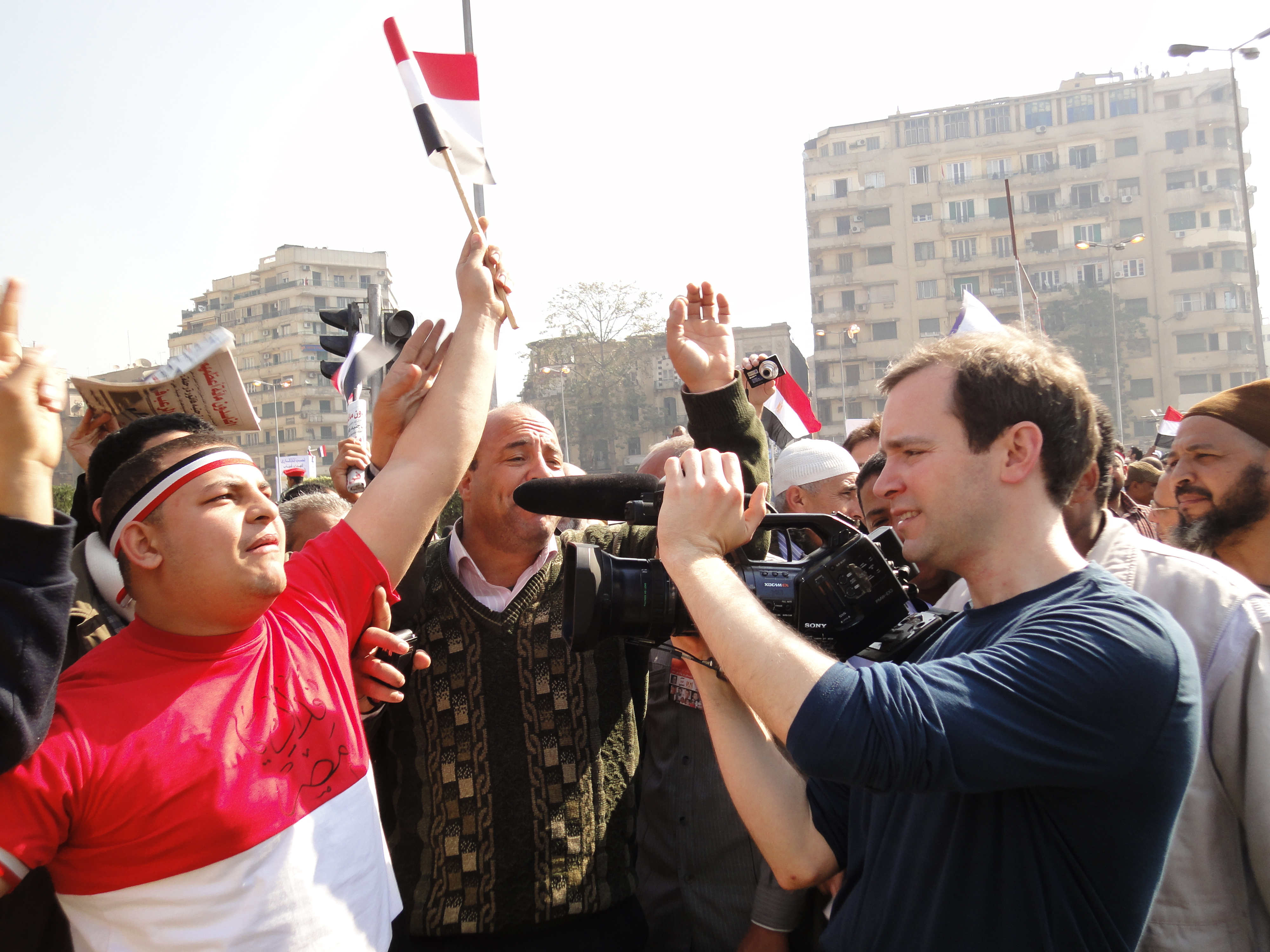
Matthew O’Neill (rechts) am Tahir Square 2011

Matthew O’Neill (* 20. Jahrhundert in den Vereinigten Staaten) ist ein US-amerikanischer Dokumentarfilmer, Filmproduzent und Kameramann. Mit dem Film Baghdad ER (2010) gewann er zusammen mit seinem Kollegen Jon Alpert insgesamt drei Emmys.

## Leben
Matthew O’Neill wuchs in Long Island in New York auf und studierte an der Yale University. Dort erreichte er 2000 einen Abschluss in Theaterwissenschaft. Anschließend begann er Dokumentarfilme, unter anderem für das Downtown Community Television Center (DCTV) in New York zu drehen. Er erstellte Auslandsreportagen aus der ganzen Welt für unter anderem PBS, ESPN, Channel 4 und NHK.
Zusammen mit Jon Alpert drehte er 2006 den Dokumentarfilm Baghdad ER, der den Alltag eines Notfall-Lazarets der United States Army in Bagdad zeigte. Das ambitionierte Projekt gewann drei Emmys und wurde für einen weiteren nominiert. 2007 drehte er mit Alive Day Memories: Home from Iraq eine weitere Reportage über den Auslandseinsatz der US-amerikanischen Truppen im Irak, diesmal mit Schwerpunkt auf Kriegsheimkehrer. Für diesen erhielt er eine weitere Emmy-Nominierung, ebenso 2009 für Section 60: Arlington National Cemetery.
2010 erhielt er, wieder zusammen mit Alpert für China’s Unnatural Disaster: The Tears of Sichuan Province seine erste Nominierung für den Besten Dokumentar-Kurzfilm. Die zweite Nominierung folgte bei der Oscarverleihung 2013 für Redemption.

## Filmografie
- 2002–2006: Wide Angle (Dokumentarserie, 3 Episoden, Produktion)
- 2003: Bridge to Baghdad I und II (Fernsehfilm, Produktion)
- 2005: Venezuela: Revolution in Progress (Produktion, Regie)
- 2006: Baghdad ER (Produktion, Regie)
- 2007: Alive Day Memories: Home from Iraq (Produktion)
- 2008: Section 60: Arlington National Cemetery (Regie)
- 2008: Access Denied?: The Fight for Corporate Accountability (Regie)
- 2008: A Woman Among Boys (Regie)
- 2009: China’s Unnatural Disaster: The Tears of Sichuan Province (Produktion, Regie)
- 2010: No Contract, No Cookies: The Stella D’Oro Strike (Produktion, Regie)
- 2010: El espiritu de la salsa (Produktion)
- 2010: Wartorn: 1861–2010
- 2012: In Tahrir Square: 18 Days of Egypt’s Unfinished Revolution (Produktion, Regie)
- 2012: Redemption (Regie)
- 2015: The Latin Explosion: A New America (Produktion, Regie)

## Awards
- 2006: drei Emmys für Baghdad ER (zusammen mit Jon Alpert)
- 2006: Peabody Award für Baghdad ER (zusammen mit Jon Alpert)
- 2007: Alfred I. duPont-Columbia University Award für Baghdad ER (zusammen mit Jon Alpert)
- 2010: Oscar-Nominierung für China’s Unnatural Disaster: The Tears of Sichuan Province (zusammen mit Jon Alpert)
- 2010: Goldene Nymphe (Nymphe d’Or) des Festival de Télévision de Monte-Carlo für China’s Unnatural Disaster: The Tears of Sichuan Province (zusammen mit Jon Alpert)
- 2011: CINE Masters’s Series Award für China’s Unnatural Disaster: The Tears of Sichuan Province (zusammen mit Jon Alpert und Sheila Nevins)
- 2011: Prism Award für Wartorn: 1861–2010 (zusammen mit Jon Alpert, James Gandolfini, Ellen Goosenberg Kent und Sheila Nevins)
- 2013: Oscar-Nominierung für Redemption (zusammen mit Jon Alpert)